# Bureau voor de Coördinatie van Humanitaire Aangelegenheden
Het Bureau voor de Coördinatie van Humanitaire Aangelegenheden (Engels: Office for the Coordination of Humanitarian Affairs, afgekort OCHA) is een organisatie van de Verenigde Naties dat in december 1991 door de Algemene Vergadering is opgericht om de internationale respons op complexe noodsituaties en natuurrampen te versterken.
OCHA wordt geleid door de ondersecretaris-generaal voor humanitaire zaken en noodhulpcoördinator (USG / ERC), benoemd voor een termijn van vijf jaar. Sinds juli 2021 wordt de rol ingevuld door Martin Griffiths uit het Verenigd Koninkrijk.
OCHA organiseerde de 2016 World Humanitarian Summit in Istanbul, Turkije. Het is een zittende waarnemer in de Ontwikkelingsgroep van de Verenigde Naties.

## Geschiedenis
In 1972 werd het Bureau van de Coördinator van Hulpverlening bij Rampen van de VN (Engels: Office of the United Nations Disaster Relief Coordinator, UNDRC) opgericht. In december 1991 werd Resolutie 46/182 aangenomen door de Algemene Vergadering. Deze resolutie was bedoeld om de VN te versterken in antwoord op ingewikkelde noodsituaties en natuurrampen en leidde tot de oprichting van het Departement voor Humanitaire Aangelegenheden (Engels: Department of Humanitarian Affairs, DHA). In 1998 werden de organisaties samengevoegd tot OCHA, dat het belangrijkste orgaan moest worden van de VN werd bij grote rampen. Het mandaat van OCHA werd vervolgens uitgebreid met de coördinatie van humanitaire respons, beleidsontwikkeling en humanitaire belangenbehartiging. De activiteiten omvatten het organiseren en monitoren van humanitaire financiering, belangenbehartiging, beleidsvorming en informatie-uitwisseling om snelle responsteams voor noodhulp te vergemakkelijken.

## Medewerkers en landenkantoren
OCHA wordt sinds juli 2021 geleid door de ondersecretaris-generaal voor humanitaire zaken en noodhulpcoördinator door Martin Griffiths. Het hoofdkantoor is gevestigd op twee locaties (New York en Genève) naast 6 regionale kantoren, 34 landenkantoren en 20 teams voor humanitaire adviseurs.

### Personeel
In juni 2016 heeft OCHA 2.300 medewerkers verspreid over de hele wereld in meer dan 60 landen.

### Landenkantoren
Grote OCHA-landenkantoren bevinden zich in alle continenten, onder andere in Afghanistan, Bangladesh, de Centraal-Afrikaanse Republiek, Tsjaad, Colombia, de Democratische Republiek Congo, Ethiopië, Ivoorkust, Nigeria, Palestijnse gebieden, Sri Lanka, Soedan (inclusief een subkantoor in de hoofdstad Juba van Zuid-Soedan), Syrië en Zimbabwe, terwijl regionale kantoren zijn gevestigd in Panama City, Dakar, Caïro, Johannesburg, Bangkok en Kuala Lumpur.  OCHA heeft ook een aantal verbindings- en ondersteunend personeel in New York en Genève.
In de nasleep van de explosies in Beiroet in 2020 was Najat Rochdi de coördinator voor de inspanningen van OCHA in Libanon.